# 바비 드리스콜

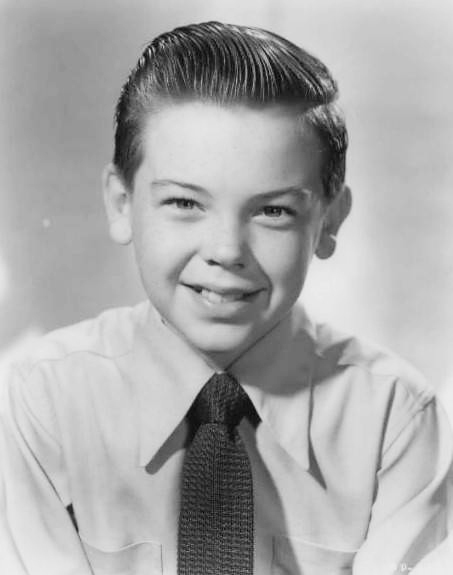

바비 드리스콜(Robert Cletus Driscoll, 1937년 3월 3일 ~ 1968년 3월 30일)는 미국의 배우, 연극 배우, 텔레비전 배우, 영화배우, 성우이다.
시더래피즈에서 태어났으며 이스트빌리지에서 사망하였다. 사인은 심부전이다.

## 영화
- 피터 팬 (1953년) - 피터팬 목소리 역
- 해피 타임 (1952년)
- 보물섬 (1950년)
- 윈도우 (1949년)
- 멜러디 타임 (1948년)
- 내 마음 가까이 (1948년)
- 남부의 노래 (1946년)

## 같이 보기
- 칩과 데일: 다람쥐 구조대